# إسفندياذ
إسفندياذ (بالفارسية الوسطى: سبانديار) كان أرستقراطيًا إيرانيًا من آل إسباهبودان، وكان حاكم مقاطعة أدرباداجان الساسانية. كان نجل القائد العسكري الساساني القوي فرخزاد، الذي كان شقيق رستم فرخزاد وابن فرخ هرمز.

## سيرته

خريطة أدرباداجان والمناطق المحيطة بها.

ظهر إسفندياذ لأول مرة في عام 643/642، حيث ورد ذكره على أنه أمير أدرباداجان، الذي حارب العرب المسلمين على رأس جيش كبير مع موتا الديلمي ووارازتيروتس في واج روذ، وهي قرية في همدان. ومع ذلك، فقد هُزم هو والقادة الساسانيين. بعد بضع سنوات، في عام 651، فتح المسلمون أدرباداجان، مناطق إسفندياذ وأخيه بهرام. ووقف اسفندياذ مرة أخرى ضد العرب حيث دارت معركة. لكنه هُزم مرة أخرى وتم القبض عليه هذه المرة.
بينما كان إسفندياذ في الأسر، قال للقائد العسكري المسلم بكير بن عبد الله، أنه إذا سعى لغزو أدرباداجان بسهولة وسلام، فعليه أن يتصالح معه. بحسب البلعمي، من المعروف أن إسفندياذ قال: "إذا قتلتني، فإن أذربيجان كلها [سوف] تنتقم لدمي، وستشن حربًا ضدك".
واستمع القائد المسلم لنصيحة إسفندياذ وتصالح معه. إلا أن بهرام شقيق إسفندياذ رفض الخضوع للقوات العربية وظل يقاومها. ومع ذلك، فقد هزمه العرب بعد فترة وجيزة، وأُجبر على الفرار من أدرباداجان. ولا يُعرف أي شيء آخر عن إسفندياذ.